# 犹他老鹰
犹他老鹰(Utah Eagles)，成立于2006年，球队位于犹他州盐湖城，是美国大陆篮球协会的一支新军，球队2006年第一次参加CBA的比赛，老鹰队的主场设在盐湖城社区学院内的校球馆。